# Tambakbaya (Cisurupan)
Tambakbaya is een bestuurslaag in het regentschap Garut van de provincie West-Java, Indonesië. Tambakbaya telt 4350 inwoners (volkstelling 2010).